# 贵族院 (西班牙)
贵族院（西班牙語：Estamento de Próceres）是西班牙议会的上议院，存在于1834年至1836年。 成员为最高贵族。